# توم غراسي
توم غراسي (بالإنجليزية: Tom Gracie)‏ هو لاعب كرة قدم بريطاني (وحمل سابقاً جنسية المملكة المتحدة لبريطانيا العظمى وأيرلندا) في مركز الهجوم، ولد في 12 يونيو 1889 في غلاسكو في المملكة المتحدة، وتوفي بنفس المكان في 23 أكتوبر 1915 بسبب ابيضاض الدم. لعب مع نادي إيفرتون ونادي غرينوك مورتون ونادي ليفربول وهارت أوف ميدلوثيان وهاميلتون أكاديميكال ونادي أردريونيانز وArthurlie F.C. ‏ ورابطة كرة القدم الاسكتلندية الحادية عشر ‏.